# Федеральна комісія зі зв'язку США
38°53′00″ пн. ш. 77°01′44″ зх. д. / 38.8834° пн. ш. 77.0288° зх. д.
Федеральна комісія зі зв'язку США  (англ. Federal Communications Commission) — незалежне агентство уряду Сполучених Штатів, створене відповідно до статуту Конгресу (див. Розділ 47 Кодексу США § 151 і Розділ 47 Кодексу США § 154) для регулювання комунікацій: радіо, телевізійних, супутникових, провідних та безпровідних.